# Municipio de Spring Valley (condado de Dallas)
El municipio de Spring Valley (en inglés: Spring Valley Township) es un municipio ubicado en el condado de Dallas en el estado estadounidense de Iowa. En el año 2010 tenía una población de 8333 habitantes y una densidad poblacional de 90,08 personas por km².

## Geografía
El municipio de Spring Valley se encuentra ubicado en las coordenadas 41°48′26″N 94°5′44″O / 41.80722, -94.09556. Según la Oficina del Censo de los Estados Unidos, el municipio tiene una superficie total de 92.51 km², de la cual 91.52 km² corresponden a tierra firme y (1.07%) 0.99 km² es agua.

## Demografía
Según el censo de 2010, había 8333 personas residiendo en el municipio de Spring Valley. La densidad de población era de 90,08 hab./km². De los 8333 habitantes, el municipio de Spring Valley estaba compuesto por el 80.51% blancos, el 1.72% eran afroamericanos, el 0.42% eran amerindios, el 0.82% eran asiáticos, el 0.14% eran isleños del Pacífico, el 13.09% eran de otras razas y el 3.3% pertenecían a dos o más razas. Del total de la población el 32.51% eran hispanos o latinos de cualquier raza.